# Mô hình thống kê
Một mô hình thống kê là một mô hình toán học, hiện thân cho một tập giả định thống kê liên quan đến việc tạo ra mẫu thống kê (và dữ liệu tương tự từ một quần thể thống kê lớn hơn). Một mô hình thống kê thể hiện, thông thường ở dạng lý tưởng đáng kể, quá trình gieo dữ liệu.
Một mô hình thống kê thường được mô tả trong một quan hệ toán học giữa một hoặc nhiều biến ngẫu nhiên và các biến không ngẫu nhiên khác. Chẳng hạn, mô hình thống kê là "một thể hiện chính thức của một lý thuyết" (Herman J. Adèr trích Kenneth A. Bollen).